# 甘地駅
甘地駅（あまじえき）は、兵庫県神崎郡市川町甘地字荻原にある、西日本旅客鉄道（JR西日本）播但線の駅である。

## 歴史
- 1894年（明治27年）7月26日：播但鉄道姫路駅 - 寺前駅間開通時に開設[1][2]。旅客・貨物取扱開始[2]。
- 1903年（明治36年）6月1日：播但鉄道が山陽鉄道に営業譲渡。山陽鉄道の駅となる。
- 1906年（明治39年）12月1日：山陽鉄道国有化、国鉄の駅となる[2]。
- 1909年（明治42年）10月12日：線路名称制定、播但線所属となる。
- 1929年（昭和3年）：駅舎改築[1]。
- 1973年（昭和48年）4月1日：貨物取扱廃止[2]。
- 1984年（昭和59年）2月1日：荷物扱い廃止[2]。
- 1987年（昭和62年）4月1日：国鉄分割民営化に伴い、JR西日本の駅となる[2]。
- 2016年（平成28年）3月26日：ICカード「ICOCA」の利用が可能となる[3]。ICカード専用簡易改札機で対応。
- 2022年（令和4年）
  - 6月1日：管理駅が福崎駅から豊岡駅に変更される。
  - 10月1日：組織改正に伴い、近畿統括本部福知山管理部管轄となる。
- 2023年（令和5年）：駅前のバリアフリートイレ使用開始

## 駅構造

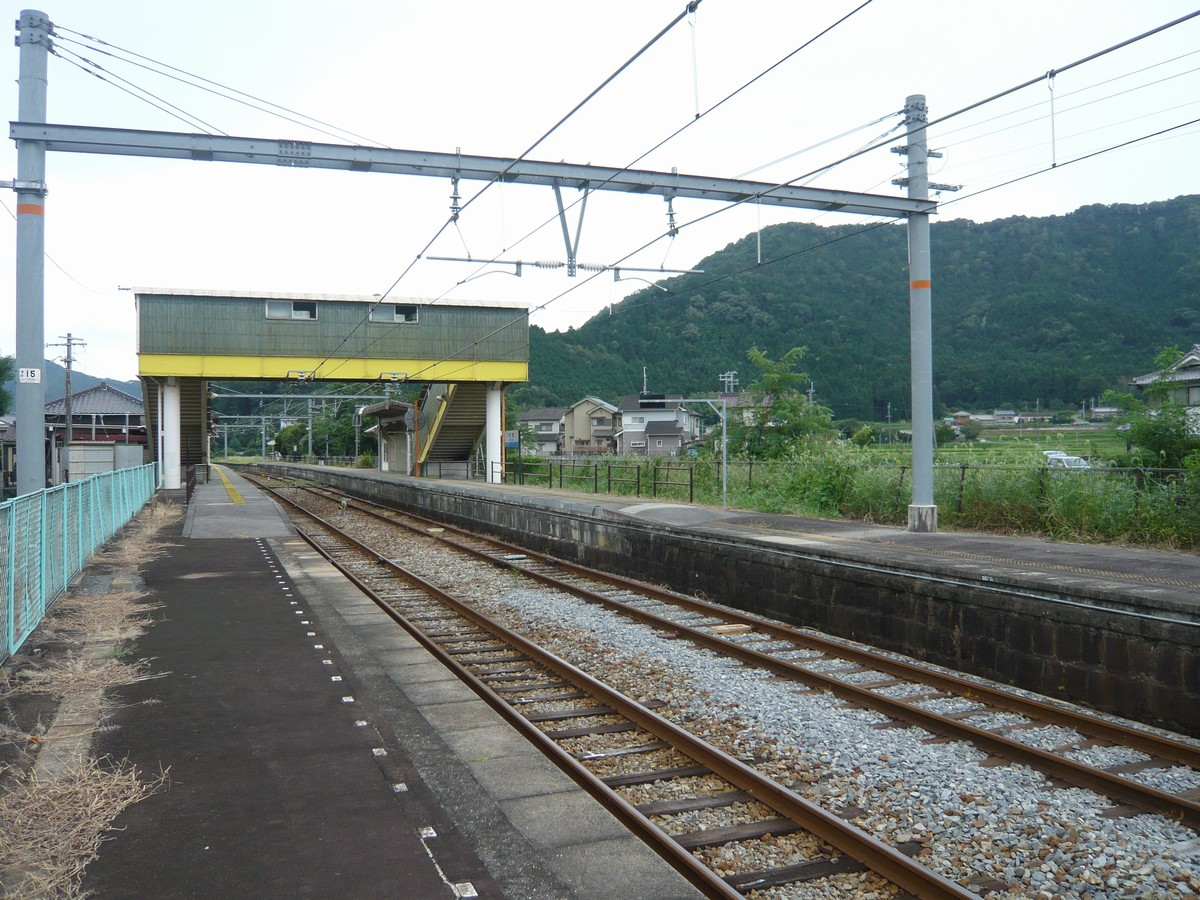
ホーム（2007年8月）

相対式ホーム2面2線を有する列車交換可能な地上駅。ホームは方向別で分かれている。上りホーム東側には留置線がある。木造駅舎は姫路方面行ホーム側にあり、反対側の寺前方面行ホームへは跨線橋で連絡している。
豊岡駅管理の簡易委託駅。ICカード対応券売機と簡易改札機が設置されている。

### のりば
| のりば | 路線   | 方向 | 行先             |
| ------ | ------ | ---- | ---------------- |
| 1      | 播但線 | 上り | 福崎・姫路方面   |
| 2      | 播但線 | 下り | 寺前・和田山方面 |

## 利用状況
近年の1日平均乗車人員の推移は以下の通り。
| 年度   | 1日平均 乗車人員 |
| ------ | ---------------- |
| 2000年 | 1,241            |
| 2001年 | 1,150            |
| 2002年 | 1,012            |
| 2003年 | 992              |
| 2004年 | 1,012            |
| 2005年 | 987              |
| 2006年 | 955              |
| 2007年 | 892              |
| 2008年 | 928              |
| 2009年 | 902              |
| 2010年 | 858              |
| 2011年 | 881              |
| 2012年 | 910              |
| 2013年 | 974              |
| 2014年 | 883              |
| 2015年 | 865              |
| 2016年 | 875              |
| 2019年 | 859              |
| 2020年 | 698              |
| 2021年 | 693              |

## 駅周辺
市川の対岸に文化センターや図書館、商業施設などが集積している。
- 甘地駅前公園：播但鉄道に関わった内藤利八の顕彰碑が置かれている[1]。
- 但陽信用金庫甘地支店
- 市川町立市川中学校
- 市川町保健福祉センター
- 市川町役場

## 隣の駅
西日本旅客鉄道（JR西日本）
 播但線
福崎駅 - 甘地駅 - 鶴居駅